# Anania Brădeanu
 Anania Brădeanu  (n. 24 septembrie 1871 – d. secolul al XX-lea) a fost unul dintre ofițerii Armatei României, care a exercitat comanda Regimentului 25 Artilerie și a Diviziei XV Artilerie pe timp de război, în perioada Primului Război Mondial.
A îndeplinit funcția de comandant de regiment si funcția de șef al serviciului de artilerie.

## Cariera militară
Anania Brădeanu a ocupat diferite poziții în cadrul unităților de artilerie ale armatei române, avansând până în anul 1911 la gradul de maior. A fost locotenent-colonel în 1916 și commandant al Regimentului 25 Artilerie .
Anania Brădeanu a luat parte la Prima bătălie de la Oituz(1916) și la Bătălia de la Mărășești(1917)

## Decorații
- Ordinul „Coroana României”, în grad de ofițer (1912) [1]:p. 625
- Ordinul „Steaua României în timp de răsboiu”